# Angela von Foligno

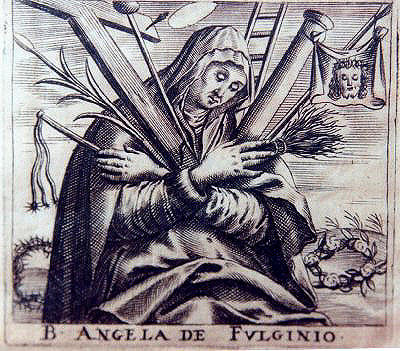
Stich, 17. Jahrhundert

Angela von Foligno, auch Angelika von Foligno (* 1248 in Foligno; † 4. Januar 1309 ebenda) ist eine Heilige der römisch-katholischen Kirche. Sie gehörte dem Dritten Orden der Franziskaner an und gilt als eine bedeutende Mystikerin des Ordens.

## Leben
Angela, als Kind reicher Eltern in Foligno (Umbrien) geboren, soll einen reichen Gutsbesitzer geheiratet und zunächst ein ausschweifendes Leben geführt haben.
Um das Jahr 1285 hörte sie rein zufällig die Predigt eines Franziskaners in der Kirche San Feliciano in ihrer Heimatstadt. Innerhalb kurzer Zeit änderte sie ihren Lebensstil. Ihrem Mann erklärte sie, dass sie ein Gelübde der Enthaltsamkeit abgelegt habe. Innerhalb kurzer Zeit starben ihre Mutter, ihr Mann und alle ihre Kinder. Daraufhin verkaufte sie ihren ganzen Besitz und den Schmuck und verteilte den Erlös an die Armen. 1290 trat sie in den Dritten Orden der Franziskaner ein.
Sie führte ein Leben der Buße und der Armut, sammelte Menschen um sich, die sie zu einem vertieften religiösen Leben führte und widmete sich karitativen Aufgaben, besonders der Pflege Aussätziger. Die zahlreichen mystischen Erlebnisse, die sie im Lauf ihres Lebens erfuhr, wurden von ihrem Beichtvater aufgezeichnet und von der katholischen Kirche geprüft und bestätigt.
Am 4. Januar 1309 starb Angela im Alter von 60 Jahren. Ihr Grab befindet sich in der Franziskanerkirche in Foligno.

## Werk
Die früh durch franziskanische Theologie beeinflusste Angela gilt als eine der bedeutendsten Mystikerinnen in diesem Kontext. Das Thema der Begegnung Gottes mit der menschlichen Seele ist ein Leitmotiv ihrer Schriften.

„Man muss wissen, dass Gott zuweilen in die Seele kommt, ohne dass man bittend oder auch nur wünschend gerufen hat.“

## Selig- und Heiligsprechung, Verehrung
1693 sprach Papst Innozenz XII. Angela von Foligno selig. Am 9. Oktober 2013 erhob Papst Franziskus sie zur Heiligen. Ihr Gedenktag in der Liturgie der römisch-katholischen Kirche ist am 4. Januar.
In der christlichen Ikonographie wird sie im Habit der Franziskaner-Terziarinnen mit den Leidenswerkzeugen oder auch im Kampf mit dem Teufel dargestellt.

## Werke
- II libro della Beata Angela da Foligno, herausgegeben von Ludger Thier und Abele Calufetti, Grottaferrata 1985.
- Angela of Foligno: Complete Works, englische Übersetzung von Paul Lachance, New York 1993.
- Angela von Foligno: Das Memorial und die letzten Worte, erste deutsche Übersetzung, herausgegeben von Louise Gnädinger, St. Ottilien 2012, ISBN 978-3-8306-7535-8.
- Fortunato Frezza: Liber Lelle. Memoriale. Istruzioni, Sismel - Edizioni del Galluzzo 2014 (Kindle); italienische Übersetzung des Liber Lelle von Angela von Foligno